# Салач
Салач (на гръцки: Σαλάτς) е чешма в град Кукуш, Гърция, обявена за паметник на културата.
Чешмата е един от малкото останали османски паметници в Кукуш, изгорен от гръцката армия в Междусъюзническата война през юни 1913 година. Построена е на днешия източен околовръстен път според османския надпис на мраморна плоча в 1821 година от Христа. Надписът гласи в превод „В името на всемогъщия Бог. Благослови ктиторите на тази чешма“. Чешмата е квадратна постройка от издълбани камъни.